# Конаново (Усть-Кубинский район)
Конаново — деревня в Усть-Кубинском районе Вологодской области на реке Шовеньга.
Входит в состав Богородского сельского поселения, с точки зрения административно-территориального деления — в Богородский сельсовет.
Расстояние по автодороге до районного центра Устья — 48 км, до центра муниципального образования Богородского — 2 км. Ближайшие населённые пункты — Горшково, Соколово, Петрово, Кисляково, Погорельцево, Богородское.
По переписи 2002 года население — 2 человека.